# Otomantis scutigera
Otomantis scutigera es una especie de mantis de la familia Hymenopodidae.

## Distribución geográfica
Se encuentra en Malaui Mozambique Tanzania y  Transvaal en (Sudáfrica).